# Уэст, Делонте
Делонте Морис Уэст (англ. Delonte Maurice West; родился 26 июля 1983 в Вашингтоне, округ Колумбия) — американский баскетболист, атакующий защитник. Был выбран на драфте НБА 2004 года под 24-м номером клубом «Бостон Селтикс».

## Биография
Делонте Уэст родился в Вашингтоне, округ Колумбия, учился в старшей школе имени Элеоноры Рузвельт в Гринбелте, штат Мэриленд. Уэст был звездой школьной баскетбольной команды, помог ей выйти в финал чемпионата штата Мэриленд. После школы поступил в Университет святого Иосифа в Филадельфии, где вместе с ним в баскетбол играл будущий разыгрывающий «Орландо Мэджик» Джамир Нельсон. На третьем курсе Уэст и Нельсон помогли команде университета выиграть все 27 матчей регулярного сезона и попасть в число восьми сильнейших команд NCAA. Этот сезон стал последним для Уэста в колледже, в среднем за игру он набирал 18,9 очков и делал 6,7 передач.
На драфте НБА 2004 года Делонте Уэст был выбран под 24-м номером командой «Бостон Селтикс». Первый сезон Уэсту не удался из-за травм, в регулярном чемпионате он принял участие всего в 39 матчах, большинство из которых он начинал на скамейке запасных. Со следующего сезона тренер «Селтикс» Док Риверс перевёл Уэста на позицию разыгрывающего защитника, сделав игроком стартовой пятёрки. В сезоне 2005/2006 Уэст в среднем набирал 11,8 очков, делал 4,1 подбора и 4,6 передачи. В феврале 2006 года он участвовал в испытании новичков, играл за команду второгодок. В сезоне 2006/2007 тренер попробовал вернуть Уэста на позицию атакующего защитника, что не принесло желаемого результата, и Делонте вновь вернулся на позицию разыгрывающего. В концовке сезона Уэст играл в стартовой пятёрке поочередно с Рэджоном Рондо.
28 июня 2007 года (в ночь драфта НБА) «Селтикс» обменяли Уэста в «Сиэтл Суперсоникс» вместе с Джеффом Грином и Уолли Щербяком на Рэя Аллена и Глена Дэвиса. Проведя более половины сезона в дублёрах в «Сиэтле», Уэст в феврале 2008 года оказался обменян в «Кливленд Кавальерс» в результате сделки между тремя командами. Помимо него «Кавальерс» получили Бена Уоллеса, Джо Смита и Уолли Щербяка. Одним из партнёров Уэста стал выступавший вместе с ним за университетскую команду Дуэйн Джонс.
В «Кливленд Кавальерс» Уэст сначала занял место стартового разыгрывающего защитника и провёл на этой позиции 26 оставшихся матчей сезона и 13 матчей серии плей-офф. В сезоне 2008/2009 с приходом в команду защитника Мо Уильямса Уэст вновь вернулся на позицию атакующего защитника. 12 сентября 2008 года он подписал с «Кавальерс» новый контракт на 3 года, по которому он получит 12,7 миллионов долларов.
17 сентября 2009 года Уэст был остановлен полицией в Мэриленде за превышение скорости. При осмотре Уэста и его трёхколёсного мотоцикла полиция обнаружила у баскетболиста незарегистрированный пистолет Beretta 92, револьвер Ruger GP-100 и дробовик Remington 870. По законам Мэриленда за незаконное хранение оружия полагается наказание от штрафа в 2500 долларов до трёх лет тюрьмы. Состоявшийся летом 2010 года суд назначил Уэсту общественные работы и испытательный срок, руководство НБА также назначило наказание в виде 10-матчевой дисквалификации.
В июле 2010 года руководство «Кливленд Кавальерс» обменяло Уэста вместе с Себастьяном Телфэйром в «Миннесоту» на Рамона Сешнса и Райана Холлинса. Через неделю после обмена Уэст был отчислен из состава «Тимбервулвз», получив компенсацию в размере 500 тысяч долларов. 1 сентября 2010 года Уэст как свободный агент подписал годичный контракт с «Бостон Селтикс».
Уэст подписал контракт с «Даллас Маверикс» 13 декабря 2011 года. В сезоне 2011–12 он набирал в среднем 9,6 очков за игру. 26 июля 2012 года он повторно подписал контракт с «Даллас Маверикс».
25 января 2013 года Уэст подписал контракт с «Техас Лэджендс», а уже в октябре 2013 года подписал годовой контракт с  китайским  клубом «Фуцзянь Старджонс». В июле 2014 года Уэст присоединился к «Лос-Анджелес Клипперс» для участия в Летней лиге НБА 2014 года.
В сентябре 2014 года Уэст подписал однолетний контракт с «Шанхай Шаркс». 12 января 2015 года Уэст подписал контракт с  венесуэльским профессиональным баскетбольным клубом из города Баркисимето «Гуарос де Лара», но покинул команду, не сыграв за нее ни одного матча. 12 марта 2015 года Уэст повторно подписал контракт с «Техас Лэджендс» и выступил за них тем же вечером против «Делавэр Блю Коатс». За 19 минут на паркете он набрал 10 очков и сделал шесть подборов, проиграв со счетом 122–119. 2 апреля «Техас Лэджендс» расторгла контракт с ним в связи с его травмой, полученной в конце сезона.

## Личная жизнь
Уэст описывает свое детство как «счастливое и бедное» и говорит, что жил у разных родственников. В подростковом возрасте, по словам Уэста, он злоупотреблял наркотиками, занимался членовредительством и проводил время в детских больницах.
В 2008 году Уэсту был поставлен диагноз «биполярное расстройство». Хотя сначала он согласился с диагнозом, позже он оспаривал его, предполагая, что его трудности возникли из-за сочетания временной депрессии и стрессов, связанных с образом жизни баскетболиста.
17 сентября 2009 года Уэста остановили за нарушение правил дорожного движения, когда он ехал на трехколесном мотоцикле Can-Am Spyder. Во время остановки было обнаружено, что у Уэста на поясе висит 9-мм пистолет Beretta, к ноге пристегнут револьвер Ruger .357 Magnum, а на спине висит ружье Remington 870 в чехле для гитары. Впоследствии он был арестован и 20 ноября предстал перед судом. Уэст утверждал, что перевозил оружие в другое место, потому что его мать сообщила ему, что дети его двоюродных братьев наткнулись на него в шкафу в его доме. Уэст признал себя виновным в нарушении правил дорожного движения и хранении оружия и был приговорен к электронному мониторингу, испытательному сроку без надзора и 40 часам общественных работ, а также психологическим консультациям.
Хотя Уэст купил дома для каждого из своих родителей и оказывал другую финансовую поддержку родственникам, он также испытывал финансовые трудности. Во время локаута в НБА в 2011 году он подал заявку на работу в Home Depot и работал в мебельном магазине.
Первый брак Уэста закончился разводом в 2010 году. В 2013 году он женился на Карессе Мэдден. У них двое детей. Они развелись в 2020 году.
В феврале 2016 года Уэст был сфотографирован в общественном месте в Хьюстоне, штат Техас, босиком и в больничном халате. В июне 2016 года фотография Уэста, просящего милостыню в Темпл-Хиллз, штат Мэриленд, стала вирусной. Фотография вызвала предположения о том, что Уэст бездомный, поскольку аккаунт в Twitter, опубликовавший фотографию, предположил, что это так, и попросил своих подписчиков молиться за Уэста, учитывая его психологические проблемы. Уэст немедленно опроверг эти слухи, заявив, что, хотя фотография подлинная, у него есть дом, и он просто помогал тому, кто действительно был бездомным, поскольку бездомный страдал квадриплегией.
В январе 2020 года в сети появилось видео, на котором Уэст запечатлен в наручниках на шоссе в Вашингтоне.
28 сентября 2020 года, после того как распространились фотографии, на которых было видно, что Уэст занимается попрошайничеством на перекрестке в Далласе, штат Техас, владелец «Маверикс» Марк Кьюбан забрал Уэста с заправки. Кьюбан оплатил лечение Уэста и предоставил ему номер в отеле. 19 января 2021 года появились сообщения, что Уэст теперь работает в реабилитационном центре, где он проходил лечение, и воссоединился со своей матерью. В июле 2022 года появились новые видео, на которых Уэст снова попрошайничает, на этот раз в Виргинии.
15 октября 2022 года Уэст был арестован в округе Фэрфакс, штат Виргиния, после того как его заметили пытающимся сесть в машину, которая ему не принадлежала. Ему предъявили четыре обвинения в мелком хулиганстве.
6 июня 2024 года Уэст был снова арестован в округе Фэрфакс, штат Виргиния, за нарушение условий предыдущего освобождения и сопротивление при аресте. После непродолжительной погони полицейские обнаружили, что он не реагирует на окружающих, и ввели ему «Наркан». Когда это не возымело должного эффекта, его отвезли в местную больницу и ввели вторую дозу, которая подействовала. После предъявления обвинений его отпустили.

## Статистика

### Статистика в НБА
| Сезон                                                                                    | Команда  | Регулярный сезон | Регулярный сезон | Регулярный сезон | Регулярный сезон | Регулярный сезон | Регулярный сезон | Регулярный сезон | Регулярный сезон | Регулярный сезон | Регулярный сезон | Регулярный сезон | Серия плей-офф | Серия плей-офф | Серия плей-офф | Серия плей-офф | Серия плей-офф | Серия плей-офф | Серия плей-офф | Серия плей-офф | Серия плей-офф | Серия плей-офф | Серия плей-офф |
| Сезон                                                                                    | Команда  | GP               | GS               | MPG              | FG%              | 3P%              | FT%              | RPG              | APG              | SPG              | BPG              | PPG              | GP             | GS             | MPG            | FG%            | 3P%            | FT%            | RPG            | APG            | SPG            | BPG            | PPG            |
| ---------------------------------------------------------------------------------------- | -------- | ---------------- | ---------------- | ---------------- | ---------------- | ---------------- | ---------------- | ---------------- | ---------------- | ---------------- | ---------------- | ---------------- | -------------- | -------------- | -------------- | -------------- | -------------- | -------------- | -------------- | -------------- | -------------- | -------------- | -------------- |
| 2004/05                                                                                  | Бостон   | 39               | 7                | 13,0             | 42,6             | 35,8             | 70,4             | 1,7              | 1,4              | 0,5              | 0,2              | 4,5              | 7              | 3              | 16,4           | 52,4           | 45,5           | 50,0           | 1,3            | 0,6            | 1,0            | 0,1            | 4,1            |
| 2005/06                                                                                  | Бостон   | 71               | 71               | 34,0             | 48,7             | 38,5             | 85,1             | 4,1              | 4,6              | 1,2              | 0,6              | 11,8             | Не участвовал  | Не участвовал  | Не участвовал  | Не участвовал  | Не участвовал  | Не участвовал  | Не участвовал  | Не участвовал  | Не участвовал  | Не участвовал  | Не участвовал  |
| 2006/07                                                                                  | Бостон   | 69               | 47               | 32,2             | 42,7             | 36,5             | 85,3             | 3,0              | 4,4              | 1,1              | 0,5              | 12,2             | Не участвовал  | Не участвовал  | Не участвовал  | Не участвовал  | Не участвовал  | Не участвовал  | Не участвовал  | Не участвовал  | Не участвовал  | Не участвовал  | Не участвовал  |
| 2007/08                                                                                  | Сиэтл    | 35               | 5                | 20,8             | 38,8             | 33,9             | 66,7             | 2,7              | 3,2              | 0,9              | 0,3              | 6,8              | Не участвовал  | Не участвовал  | Не участвовал  | Не участвовал  | Не участвовал  | Не участвовал  | Не участвовал  | Не участвовал  | Не участвовал  | Не участвовал  | Не участвовал  |
| 2007/08                                                                                  | Кливленд | 26               | 26               | 31,0             | 44,0             | 36,7             | 78,8             | 3,7              | 4,5              | 1,1              | 0,7              | 10,3             | 13             | 13             | 34,9           | 40,0           | 42,9           | 85,4           | 3,3            | 4,2            | 1,2            | 0,5            | 10,8           |
| 2008/09                                                                                  | Кливленд | 64               | 64               | 33,6             | 45,7             | 39,9             | 83,3             | 3,2              | 3,5              | 1,5              | 0,2              | 11,7             | 14             | 14             | 42,2           | 46,5           | 33,3           | 83,3           | 3,5            | 4,1            | 1,4            | 0,5            | 13,8           |
| 2009/10                                                                                  | Кливленд | 60               | 3                | 25,0             | 44,5             | 32,5             | 81,0             | 2,8              | 3,3              | 0,9              | 0,5              | 8,8              | 11             | 0              | 24,4           | 41,8           | 15,8           | 93,8           | 1,9            | 2,6            | 0,8            | 0,3            | 6,7            |
| 2010/11                                                                                  | Бостон   | 24               | 2                | 18,9             | 45,8             | 36,4             | 86,7             | 1,5              | 2,7              | 0,8              | 0,4              | 5,6              | 9              | 0              | 18,9           | 46,8           | 36,8           | 80,0           | 1,9            | 1,3            | 0,6            | 0,0            | 6,6            |
| 2011/12                                                                                  | Даллас   | 44               | 33               | 24,1             | 46,1             | 35,5             | 88,6             | 2,3              | 3,2              | 1,3              | 0,3              | 9,6              | 4              | 3              | 22,0           | 42,3           | 50,0           | 100,0          | 1,8            | 2,0            | 0,8            | 0,0            | 7,5            |
|                                                                                          | Всего    | 432              | 258              | 27,4             | 44,8             | 37,2             | 82,6             | 2,9              | 3,6              | 1,1              | 0,4              | 9,7              | 58             | 33             | 29,1           | 44,2           | 36,1           | 84,7           | 2,5            | 2,8            | 1,0            | 0,3            | 9,1            |
| Наведите курсор мыши на аббревиатуры в заголовке таблицы, чтобы прочесть их расшифровку. |          |                  |                  |                  |                  |                  |                  |                  |                  |                  |                  |                  |                |                |                |                |                |                |                |                |                |                |                |

### Статистика в Д-Лиге
| Сезон                                                                                    | Команда | Регулярный сезон | Регулярный сезон | Регулярный сезон | Регулярный сезон | Регулярный сезон | Регулярный сезон | Регулярный сезон | Регулярный сезон | Регулярный сезон | Регулярный сезон | Регулярный сезон | Серия плей-офф | Серия плей-офф | Серия плей-офф | Серия плей-офф | Серия плей-офф | Серия плей-офф | Серия плей-офф | Серия плей-офф | Серия плей-офф | Серия плей-офф | Серия плей-офф |
| Сезон                                                                                    | Команда | GP               | GS               | MPG              | FG%              | 3P%              | FT%              | RPG              | APG              | SPG              | BPG              | PPG              | GP             | GS             | MPG            | FG%            | 3P%            | FT%            | RPG            | APG            | SPG            | BPG            | PPG            |
| ---------------------------------------------------------------------------------------- | ------- | ---------------- | ---------------- | ---------------- | ---------------- | ---------------- | ---------------- | ---------------- | ---------------- | ---------------- | ---------------- | ---------------- | -------------- | -------------- | -------------- | -------------- | -------------- | -------------- | -------------- | -------------- | -------------- | -------------- | -------------- |
| 2012/13                                                                                  | Техас   | 8                | 8                | 28,4             | 35,1             | 20,0             | 89,7             | 3,8              | 4,4              | 2,3              | 0,0              | 10,3             | Не участвовал  | Не участвовал  | Не участвовал  | Не участвовал  | Не участвовал  | Не участвовал  | Не участвовал  | Не участвовал  | Не участвовал  | Не участвовал  | Не участвовал  |
| 2014/15                                                                                  | Техас   | 4                | 0                | 25,1             | 33,3             | 60,0             | 72,7             | 4,8              | 3,8              | 2,3              | 0,5              | 14,8             | Не участвовал  | Не участвовал  | Не участвовал  | Не участвовал  | Не участвовал  | Не участвовал  | Не участвовал  | Не участвовал  | Не участвовал  | Не участвовал  | Не участвовал  |
|                                                                                          | Всего   | 12               | 8                | 27,3             | 34,3             | 33,3             | 82,4             | 4,1              | 4,2              | 2,3              | 0,2              | 11,8             | Не участвовал  | Не участвовал  | Не участвовал  | Не участвовал  | Не участвовал  | Не участвовал  | Не участвовал  | Не участвовал  | Не участвовал  | Не участвовал  | Не участвовал  |
| Наведите курсор мыши на аббревиатуры в заголовке таблицы, чтобы прочесть их расшифровку. |         |                  |                  |                  |                  |                  |                  |                  |                  |                  |                  |                  |                |                |                |                |                |                |                |                |                |                |                |